# Schloss Aprath
Folgende Verbesserungen wären gut:

nach Christian Nieske: Haus und Schloss Aprath. Ein mittelalterlicher Herrensitz im niederbergischen Land. Erfurt, 2009 ISBN 978-3-86680-539-2 muss der ganze Artikel überarbeitet werden.

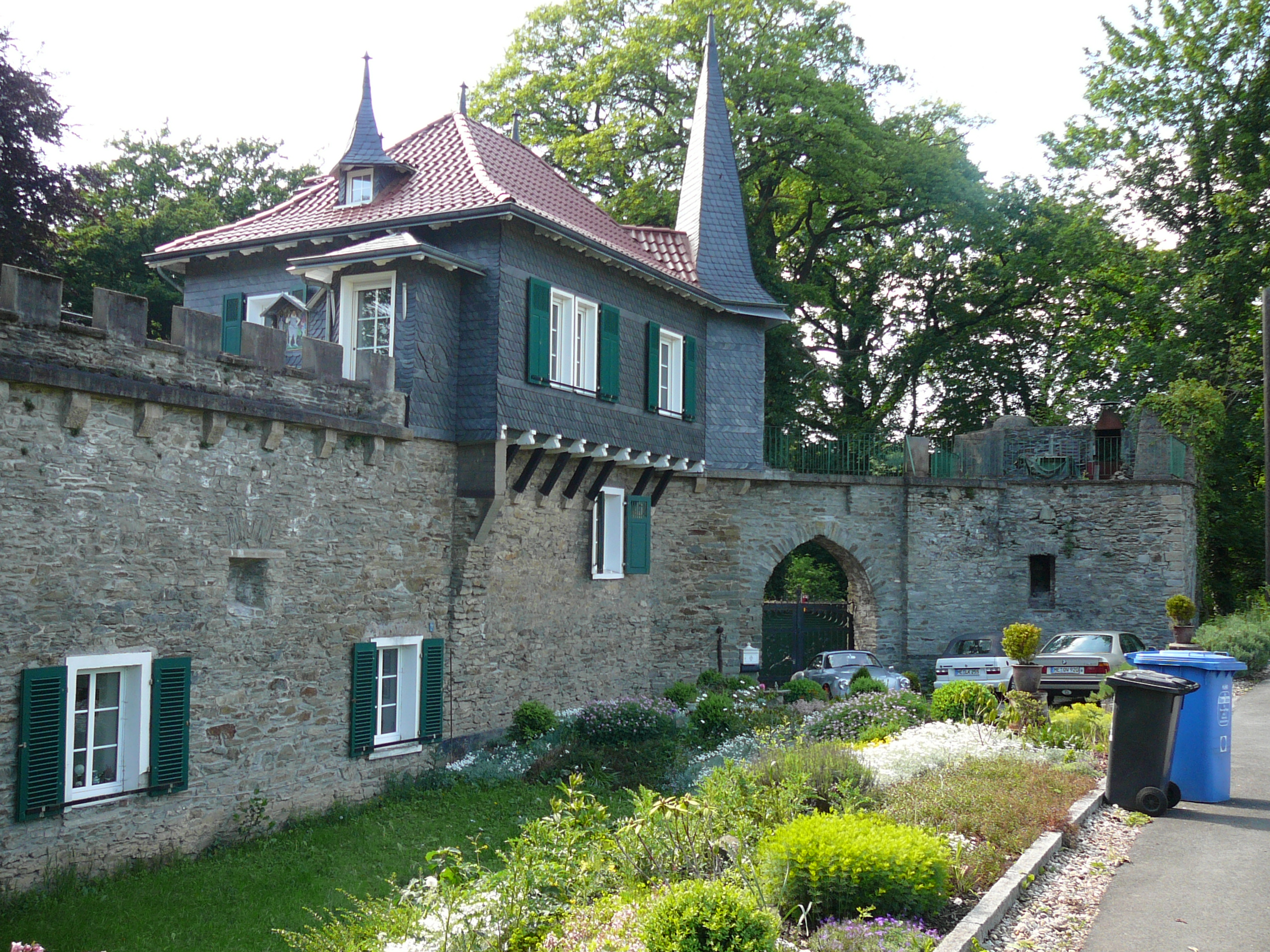
Als einziges Überbleibsel des Aprather Schlosses ist ein Teil der Wehranlage erhalten geblieben.

Das Schloss Aprath ist ein abgegangener Adelssitz im Wülfrather Ortsteil Aprath nahe der Grenze zum Wuppertaler Stadtgebiet. Das als Schloss Aprath bezeichnete Gebäudeensemble geht im Kern auf das neuzeitliche Schlossgebäude zurück, das nahe der mittelalterlichen Burg Aprath, einer seit dem Hochmittelalter bewohnten Schutz- und Wehranlage des dort ansässigen Landadels, im Jahr 1722 von Freiherr Johann Abraham Friedrich von Syberg zu Aprath errichtet wurde. Im Laufe der Zeit wurden die Baulichkeiten mehrmals um- und ausgebaut. Das Erscheinungsbild nach dem Umbau von Carl Rumpff im 19. Jahrhundert hat die Erinnerung an das Anwesen geprägt. Heute ist der gesamte Schlosskomplex verschwunden. Es sind nur noch Reste der unmittelbar an der Landesstraße 74 gelegenen, mittelalterlichen Wehranlage erhalten, die gelegentlich Burg Aprath genannt werden.
In der unmittelbaren Nähe des Anwesens befinden sich die Aprather Mühle und auf einer Anhöhe das Kaiser-Wilhelm-Denkmal.

## Geschichte

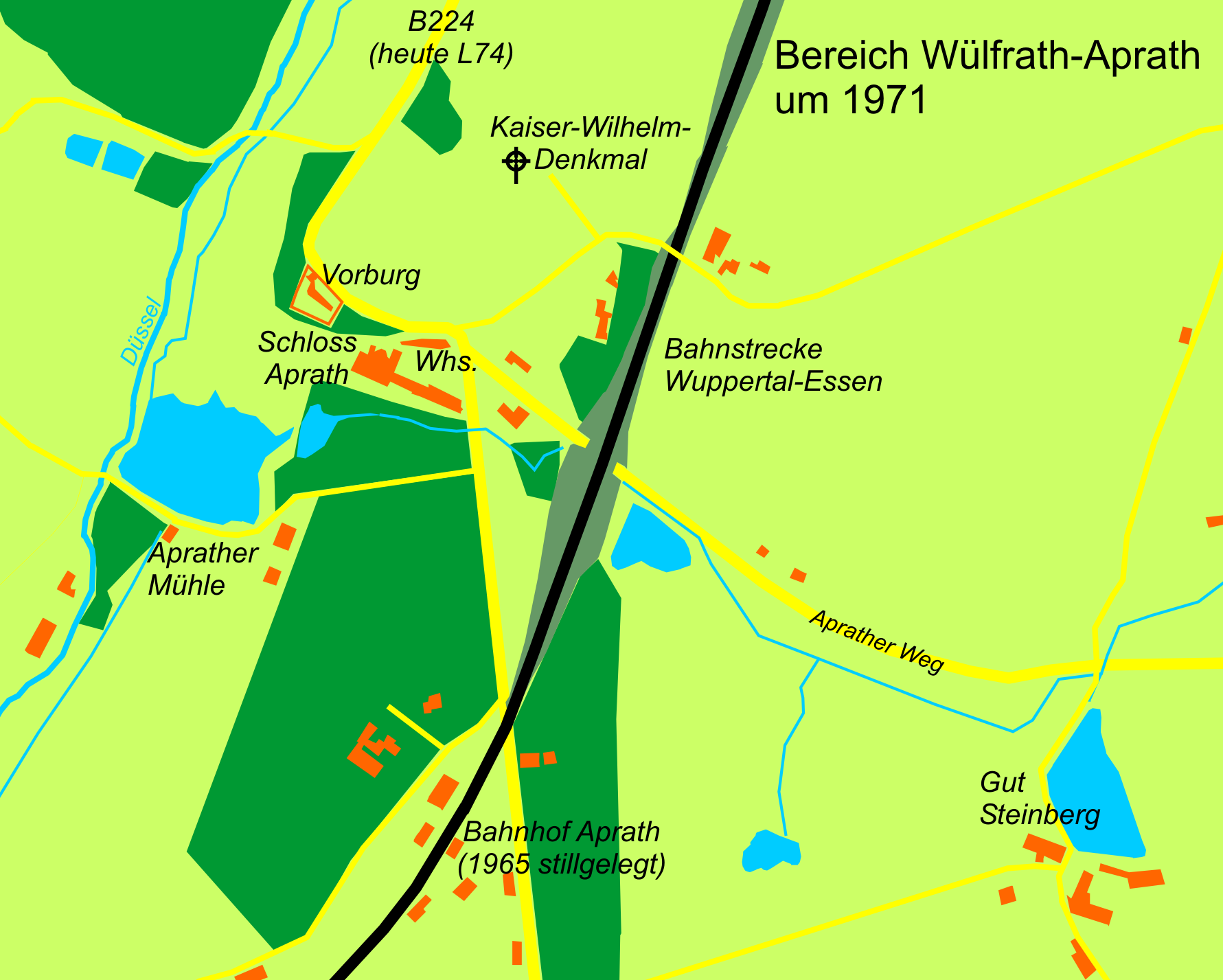
Lagekarte der Umgebung Burg und Schloss Aprath um 1971

Aprath beziehungsweise der Rittersitz „Abbatisrothe“, das im 12. Jahrhundert „Abetrothe“ („Rodung des Abtes“) und später auf der Ploennies-Karte von 1715 als „Abroth“ genannt wurde, wurde erstmals 1150 erwähnt und gehörte im Laufe der Zeit zahlreichen Besitzern, unter anderem dem Ritter von Aprath und Quad von Rode.
Jacob von Syberg erwarb Aprath um die Mitte des 17. Jahrhunderts durch seine Heirat mit Anna Christina von der Recke zu Kemnade und Stiepel. Erst unter seinem Enkel Johann Abraham Friedrich, dem letzten derer von Syberg zu Aprath, entstand 1722 auf dem Areal des Adelssitzes Aprath, der überlieferte Schlossbau. Ob als Ersatz für einen Vorgänger-Wohnbau oder weil der mittelalterliche Wehrbau nebenan den Ansprüchen nicht mehr genügte, ist unklar. 1810 ging dann dieses Schloss in bürgerlichen Besitz über, als Ernst Theodor Gottlieb Dewiz es erwarb. Weitere Besitzer waren der Gutsbesitzer Wolters und anschließend der Unternehmer und Mäzen Carl Rumpff (1838–1889). Er ließ das Hauptgebäude in der Form herrichten, wie es heute von zahlreichen historischen Ansichtskarten bekannt ist. Nach seinem Tod auf Schloss Aprath besaß ein Herr Gamp das Anwesen, dann wieder um die Jahrhundertwende ein Herr Wolters. Danach kam das Anwesen an den Gastronomen Willy Bergmann.
So wurde kurze Zeit nach der Jahrhundertwende das Schloss von Bergmann als Ausflugslokal umgestaltet, auch hiervon sind zahlreiche Ansichtskarten als Bilddokumente erhalten. Der Mühlenteich der benachbarten Aprather Mühle wurde als Gondelteich genutzt und war Bestandteil des Schlossparks. Zu dieser Zeit existierte auch noch, im nordöstlichen Bereich des Schlossparks gelegen, der – als Aussichtsturm genutzte – Bergfried der mittelalterlichen Burg Aprath, an dessen wehrbauliche Formgebung sich der restaurative Wiederaufbau des Bergfrieds auf Schloss Burg a.d. Wupper anlehnte.
In der Landbürgermeisterei Vohwinkel, die 1888 bestand, besaßen die Besitzer von Aprath aufgrund der Gemeindeordnung § 46 einen Sitz im Gemeinderat.

## Erhaltungszustand

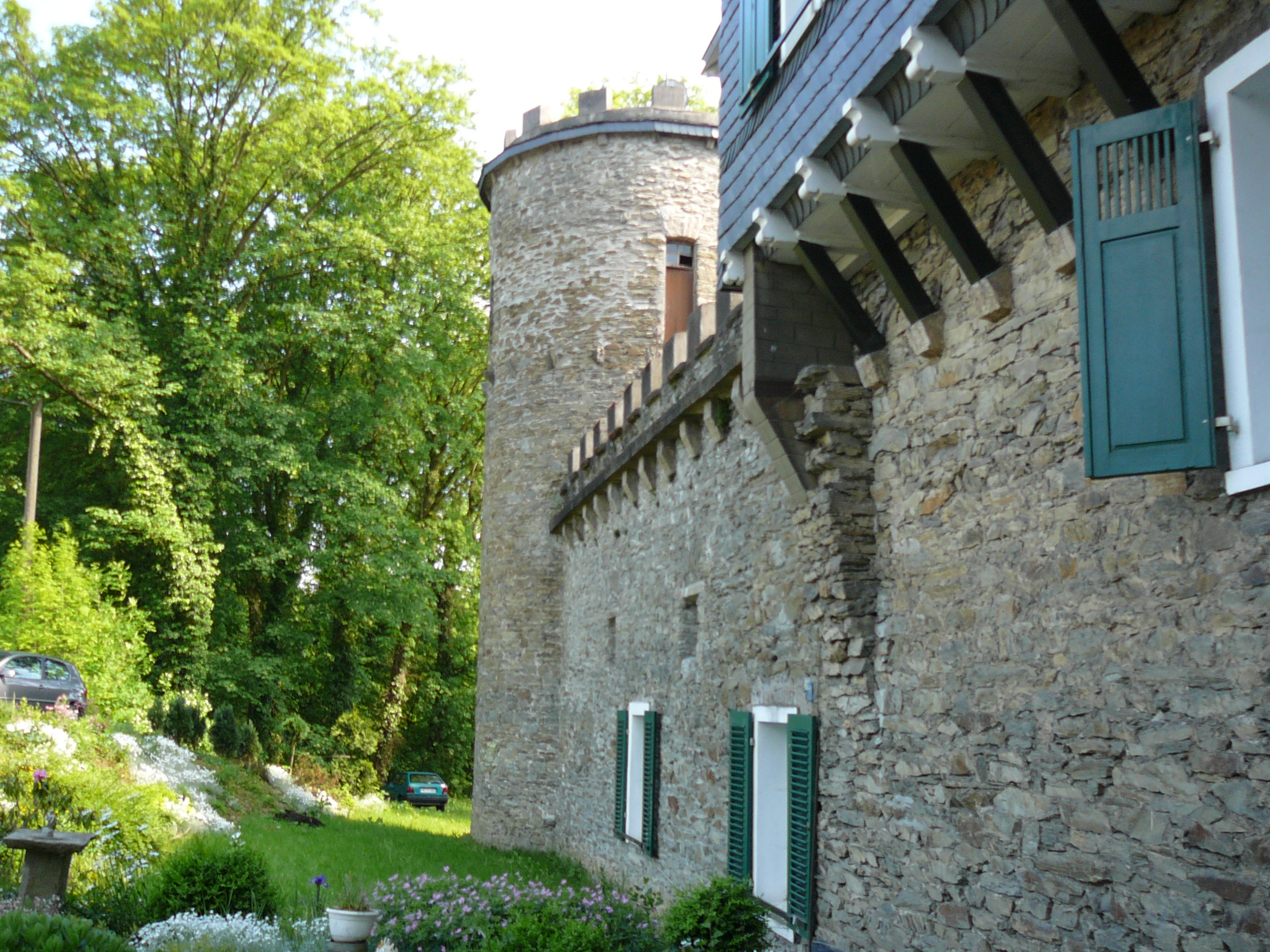
Reste der Wehranlage des Aprather Schlosses

Vom Schloss selbst ist nichts mehr erhalten. Auch von der mittelalterlichen Wehranlage ist an historischer Bausubstanz nur noch ein kleiner Rundturm und eine zinnenbewehrte Mauer erhalten. Schon Anfang des 19. Jahrhunderts soll der größte Teil der Befestigungswerke abgebaut worden sein. In der Mitte der achtziger Jahre des 20. Jahrhunderts war das Hauptgebäude des Schlosses nahezu komplett verfallen und wurde 1986 ganz abgetragen.
Bereits in den frühen 1950ern wurden die Reste der mittelalterlichen Wehranlage als Wohnung hergerichtet. Nach einer vorübergehenden Nutzungszeit stand das Gemäuer wieder leer und die Baulichkeiten verfielen erneut. Mittlerweile sind die Reste aber umfangreich saniert (nach 1998) und das Anwesen ist wieder bewohnt.